# Kalabahi Kota
Kalabahi Kota is een bestuurslaag in het regentschap Alor van de provincie Oost-Nusa Tenggara, Indonesië. Kalabahi Kota telt 3334 inwoners (volkstelling 2010).